# Super Aguri SA08A
La Super Aguri SA08A è stata una monoposto sportiva di Formula 1, costruita dal team giapponese Super Aguri  per la stagione 2008. È stata utilizzata dai piloti della scuderia nei primi quattro gran premi, prima del ritiro della squadra a causa di problemi economici.

## Piloti
I piloti che hanno portato in gara la vettura sono stati Takuma Satō e Anthony Davidson, titolari anche nella stagione 2007. L'annuncio ufficiale è stato dato dalla squadra con un comunicato il 10 marzo 2008.

## Scheda tecnica
I dati sono ricavati dal sito ufficiale della scuderia.
- Lunghezza: 4,685 m
- Larghezza: 1,800 m
- Altezza: 0,950 m
- Carreggiata anteriore: 1,450 m
- Carreggiata posteriore: 1,400 m
- Passo: 3,165 m
- Trazione: posteriore
- Cambio: scatola in carbonio, semi automatico a 7 marce avanti, con controlli elettroidraulici
- Freni: a disco Hitco in carbonio, pinze AP
- Motore: Honda RA808E, V8 aspirato, angolo fra le bancate di 90°, oltre 700 CV, cilindrata 2400 cm³, regime di rotazione oltre 19000 giri/min, 4 valvole per cilindro con richiamo pneumatico

## Risultati in Formula 1
| Anno | Team           | Motore   | Gomme | Piloti   |     |    |    |     |  |  |  |  |  |  |  |  |  |  |  |  |  |  | Punti | Pos. |
| ---- | -------------- | -------- | ----- | -------- | --- | -- | -- | --- |  |  |  |  |  |  |  |  |  |  |  |  |  |  | ----- | ---- |
| 2008 | Super Aguri F1 | Honda V8 | B     | Satō     | Rit | 16 | 17 | 13  |  |  |  |  |  |  |  |  |  |  |  |  |  |  | 0     | 11º  |
| 2008 | Super Aguri F1 | Honda V8 | B     | Davidson | Rit | 15 | 16 | Rit |  |  |  |  |  |  |  |  |  |  |  |  |  |  | 0     | 11º  |

| Legenda | 1º posto     | 2º posto | 3º posto    | A punti         | Senza punti/Non class.  | Grassetto – Pole position Corsivo – Giro più veloce |
| Legenda | Squalificato | Ritirato | Non partito | Non qualificato | Solo prove/Terzo pilota | Grassetto – Pole position Corsivo – Giro più veloce |